# Kyoto Encyclopedia of Genes and Genomes
Kyoto Encyclopedia of Genes and Genomes eller KEGG är en fritt tillgänglig databas med information om biomolekyler, syntesvägar, sjukdomar, mediciner och genom. KEGG används för bioinformatik och utbildning, inkluderande dataanalys inom genomik, metagenomik, metabolomik och andra -omiker, modellering och simulation inom systembiologi, samt translationell forskning inom läkemedelsutveckling.
KEGG har som mål att representera alla celler, organismer och slutligen hela biosfären.
Databasen byggs upp och underhålls av Kanehisa Laboratories på bioinformatikcentrum vid Kyotouniversitetet och centrum för det mänskliga genomet vid Tokyouniversitetet sedan 1995.
Databasen består av tre delar:
- GENES: en katalog över alla fullständigt sekvenserade genom
- PATHWAY: grafisk representation av cellulära processer som metabolism, membrantransport, signaltransduktion och cellcykeln
- LIGAND: kemiska föreningar, enzymer och enzymreaktioner[3]